# Стазе Формуле 1
Формула 1 је назив за најважније такмичење возача моторних возила.
Ово је списак свих стаза на којима су вожене трке формуле 1 у оквиру шампионата под покровитељством ФИА од 1950. године до данас.
Трке су се возиле на укупно 73 стаза и на свих 5 континената.
Прва стаза на којој је вожена трка је била Силверстон, 13. маја 1950. године и на њој је одржана трка за Велику награду Велике Британије.
Најдужа стаза на којој је вожена Формула 1 је стаза Пескара, у близини града Пескара у Италији.

## Типична стаза
Типична стаза Формуле 1 састоји се од равног дела тзв. стартно циљне равнине, боксева где се возачи заустављају током трке на мењање пнеуматика и где екипе подешавају болиде пре трке, а који се налазе покрај стартно циљне равнине и низа завоја.
На већини стаза вози се у смеру казаљки на сату.
Вожња у смеру супротном од казаљке на сату увелико оптерећује возаче посебно због Г сила које делују у завојима на начин да их оптерећује на начин који није природан.
Неки завоји такође су изазов за возаче као брзи Еј Роџ на стази Спа-Франкошампс и шикана пре њега, завој Тамбурело на стази Имола и Курва Гранде на стази у Монци.
Већина стаза је саграђена специјално за трке Формуле 1, иако постоји једна улична трка која се вози на стази Монако за време Велике награде Монака (пре су то биле и Велика награда Лас Вегаса и Детроита).
Велика награда Монака одржава се у календару светског првенства захваљујући својој историји и гламуру који је прати, иако не задовољава сигурносне услове који се захтијевају при трци и изградњи стазе.
Пројектовање нових стаза тражи високу софистицираност (нпр. стаза у Бахреину), а већину нових стаза пројектовао је Херман Тилке.
У почецима светског првенства возачи који би излетали са стазе били су заустављани балама сена, травнатим замкама или гумама постављеним уз стазу које би апсорбовале њихов удар.
Након погибије Сене и Разенбергера у Имоли године 1994, ФИА је направила радикалне промене на стазама и болидима.
Болиди су успорени, а на стазе су додане широке зоне излетања да би се спречио удар болида са возачем у баријере, а ако и дође до удара, да баријере приме што мању енергију удара.
Ова нова правила о брзини болида није добро примио део фанова јер се изгубио део атракције на трци.

## Списак стаза формуле 1
У текућој сезони трке се возе на 22. стази.
| Р. бр. | Велика награда       | Стаза                                 | Град/Локација   | сезоне                                                                        | мапа |
| ------ | -------------------- | ------------------------------------- | --------------- | ----------------------------------------------------------------------------- | ---- |
| 1      | ВН Бахреина          | Међународна стаза Бахреин             | Манама          | 2004–2022                                                                     |      |
| 2      | ВН Саудијске Арабије | Џеда Корнич стаза                     | Џеда            | 2021–2022                                                                     |      |
| 3      | ВН Аустралије        | Алберт парк стаза                     | Мелбурн         | 1996–2019, 2022                                                               |      |
| 4      | ВН Емилије Ромање    | Аутомобилска стаза Енцо и Дино Ферари | Имола           | 1980–2006, 2020–2022                                                          |      |
| 5      | ВН Мајамија          | Међународни аутодром Мајами           | Мајами          | 2022                                                                          |      |
| 6      | ВН Шпаније           | Каталуња                              | Барселона       | 1991–2022                                                                     |      |
| 7      | ВН Монака            | Стаза у Монаку                        | Монте Карло     | 1950, 1955–2019, 2021–2022                                                    |      |
| 8      | ВН Азербејџана       | Улична стаза Баку                     | Баку            | 2017–2019, 2021–2022                                                          |      |
| 9      | ВН Канаде            | Стаза Жил Вилнев                      | Монтреал        | 1978–1986, 1988–2008, 2010–2019, 2022                                         |      |
| 10     | ВН Британије         | Силверстон стаза                      | Силверстон      | 1950–2022                                                                     |      |
| 11     | ВН Аустрије          | Ред бул ринг                          | Шпилберг        | 1964, 1970–1987, 1997–2003, 2014–2022                                         |      |
| 12     | ВН Француске         | Пол Рикард                            | Кастеле         | 1971, 1973, 1975–1976, 1978, 1980, 1982–1983, 1985–1990, 2018–2019, 2021–2022 |      |
| 13     | ВН Мађарске          | Хунгароринг                           | Будимпешта      | 1986–2022                                                                     |      |
| 14     | ВН Белгије           | Спа-Франкошан                         | Ставелот        | 1950–1970, 1983, 1985–2002, 2004–2005, 2007–2008, 2010–2022                   |      |
| 15     | ВН Холандије         | Зандворт стаза                        | Зандворт        | 1952–1953, 1955, 1958–1971, 1973–1985, 2021–2022                              |      |
| 16     | ВН Италије           | Национални аутодром Монца             | Монца           | 1950–2022                                                                     |      |
| 17     | ВН Сингапура         | Улична стаза Марина Беј               | Марина Беј      | 2008–2019, 2022                                                               |      |
| 18     | ВН Јапана            | Међународна стаза Сузука              | Сузука          | 1987–2006, 2009–2019, 2022                                                    |      |
| 19     | ВН САД               | Стаза Америка                         | Остин           | 2012–2019, 2021–2022                                                          |      |
| 20     | ВН Мексика           | Аутодром Херманос Родригез            | Сијудад Мексико | 1962–1970, 1986–2992, 2015–2019, 2021–2022                                    |      |
| 21     | ВН Бразила           | Интерлагос стаза                      | Сао Пауло       | 1973–1977, 1979–1980, 1990–2019, 2021–2022                                    |      |
| 22     | ВН Абу Дабија        | Јас Марина стаза                      | Абу Даби        | 2009–2022                                                                     |      |

### Остале стазе
Овде су побројане неке од тих стаза.
| Велика награда                      | Стаза                        | Град/Локација | сезоне                           | мапа |
| ----------------------------------- | ---------------------------- | ------------- | -------------------------------- | ---- |
| ВН Европе ВН Немачке ВН Луксембурга | Нирбургринг                  | Нирбург       | 1951–2013, са више мањих прекида |      |
| ВН Португала                        | Међународни аутодром Алгарве | Портимао      | 2020–2021                        |      |
| ВН Турске                           | Истанбул Парк                | Истанбул      | 2005–2011, 2020–2021             |      |
| ВН Катара                           | Међународна стаза Лосаил     | Лусаил        | 2021                             |      |
| ВН Русије                           | Аутодром Сочи                | Сочи          | 2014–2021                        |      |